# سابرينا سلطانا
سابرينا سلطانا (بالبنغالية: সাবরিনা সুলতানা)‏ هي لاعبة رماية بنغلاديشية، ولدت في 1975.

## وصلات خارجية
- سابرينا سلطانا على موقع الاتحاد الدولي (الإنجليزية)
- سابرينا سلطانا على موقع أوليمبيديا (الإنجليزية)
- سابرينا سلطانا على موقع اتحاد ألعاب الكومنولث (مؤرشف) (الإنجليزية)